# Duality (Lindsey Stirling)
Duality è il settimo album in studio della musicista statunitense Lindsey Stirling, pubblicato nel 2024.
Il primo singolo, Eye of the Untold Her, è stato pubblicato su YouTube l'8 marzo 2024.
A seguire, sono stati rilasciati altri tre singoli prima dell'uscita dell'album: Inner Gold con la partecipazione di Royal & the Serpent, Evil Twin, e Survive realizzato con la partecipazione dei Walk off the Earth, che include un riferimento al brano di Gloria Gaynor I Will Survive.
Per promuovere l'album, è stato annunciato un tour negli Stati Uniti e in Europa, che si terrà da luglio a novembre 2024. Negli Stati Uniti, il tour sarà supportato dai Walk off the Earth, Saint Motel e Audriix in diverse tappe, mentre in Europa sarà supportato da Nya.

## Tracce
Edizione Standard
1. Evil Twin – 3:47
2. Eye of the Untold Her – 3:40
3. Surrender – 3:22
4. Serenity Found – 4:23
5. Untamed – 3:07
6. Purpose – 3:46
7. The Scarlett Queen – 3:17
8. Inner Gold (featuring Royal & the Serpent) – 3:56
9. Survive (featuring Walk off the Earth) – 3:17
10. Kintsugi – 3:41
11. Firefly Alley – 3:20
12. Les Fées – 3:38